# Карранца
Карранца, Карранса (баск. Karrantza, ісп. Carranza, офіційна назва Karrantza Harana/Valle de Carranza) — муніципалітет в Іспанії, у складі автономної спільноти Країна Басків, у провінції Біская. Населення — 2810 осіб (2009).
Муніципалітет розташований на відстані близько 310 км на північ від Мадрида, 35 км на захід від Більбао.
На території муніципалітету розташовані такі населені пункти: (дані про населення за 2009 рік)
- Аедо: 142 особи
- Альдеакуева: 97 осіб
- Амбасагуас: 502 особи
- Берналес: 31 особа
- Біаньєс: 136 осіб
- Ла-Калера-дель-Прадо: 26 осіб
- Ель-Кальєхо: 98 осіб
- Ла-Серка: 12 осіб
- Конча: 404 особи
- Ербосо: 28 осіб
- Лансас-Агудас: 78 осіб
- Мансанеда-де-Біаньєс: 37 осіб
- Матьєнсо: 83 особи
- Молінар: 38 осіб
- Пандо: 45 осіб
- Паулес: 44 особи
- Преса: 74 особи
- Ранеро: 42 особи
- Ріосеко: 55 осіб
- Сан-Сіпріано: 43 особи
- Сан-Естебан: 153 особи
- Сангрісес: 109 осіб
- Сантесілья: 60 осіб
- Сьєрра: 91 особа
- Сосканьйо: 306 осіб
- Ель-Сусесо: 76 осіб

## Демографія
Динаміка населення (INE ):

## Галерея зображень

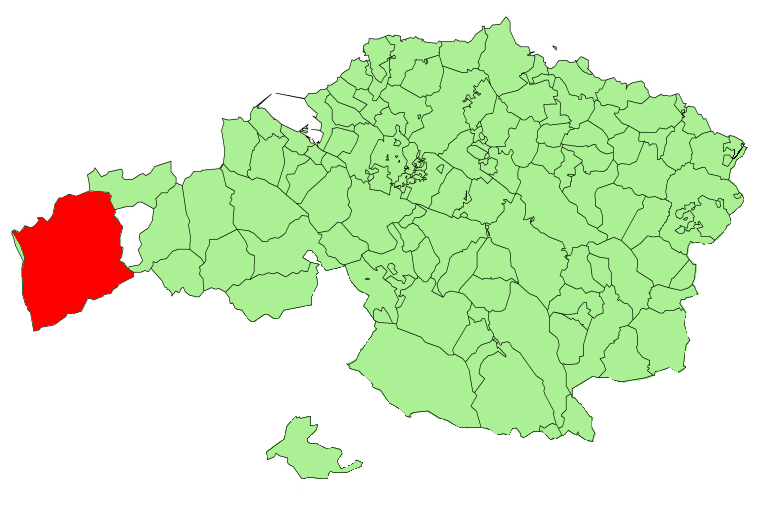
Розташування муніципалітету
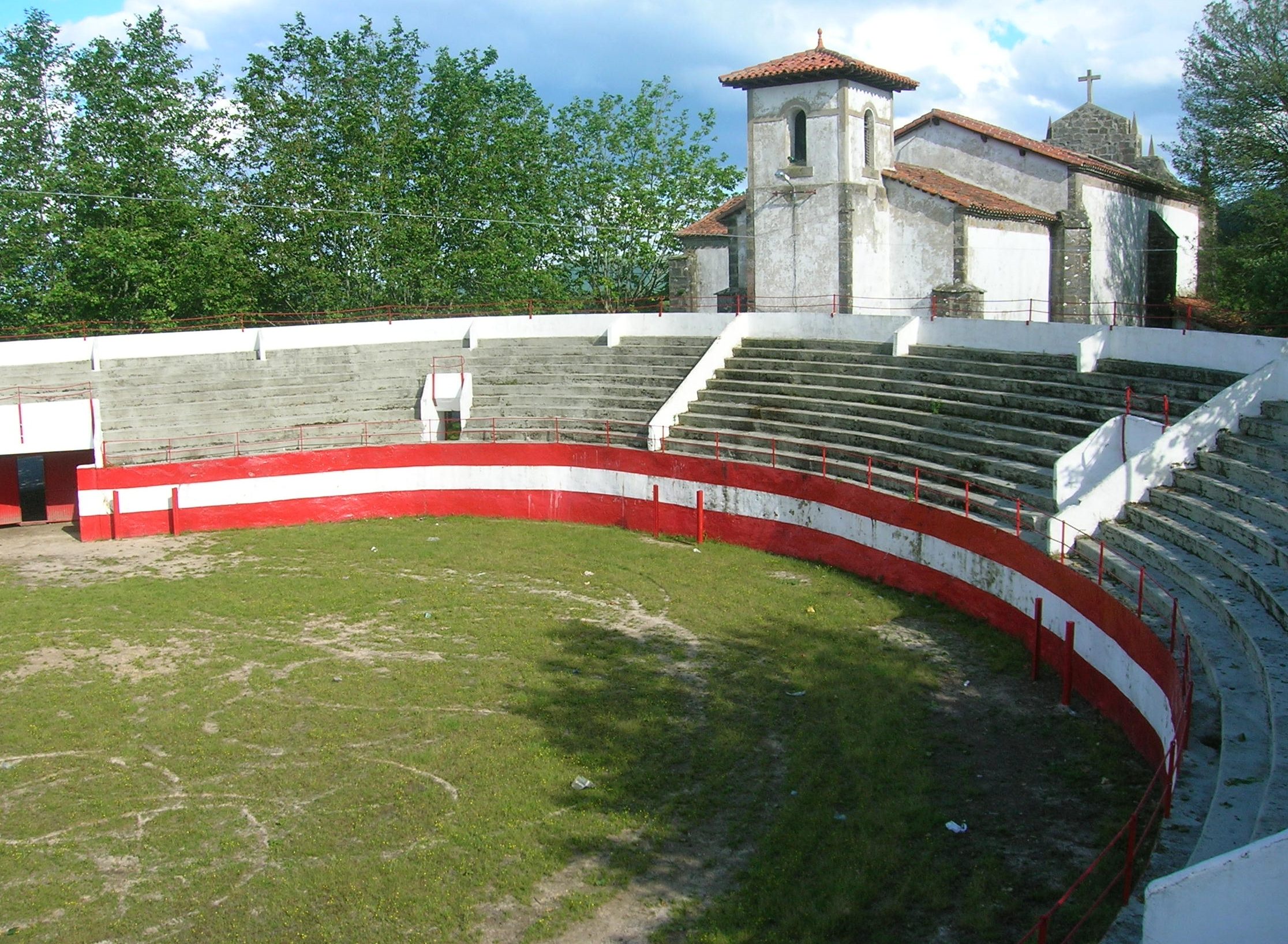
Арена для кориди і каплиця, Ель-Сусесо
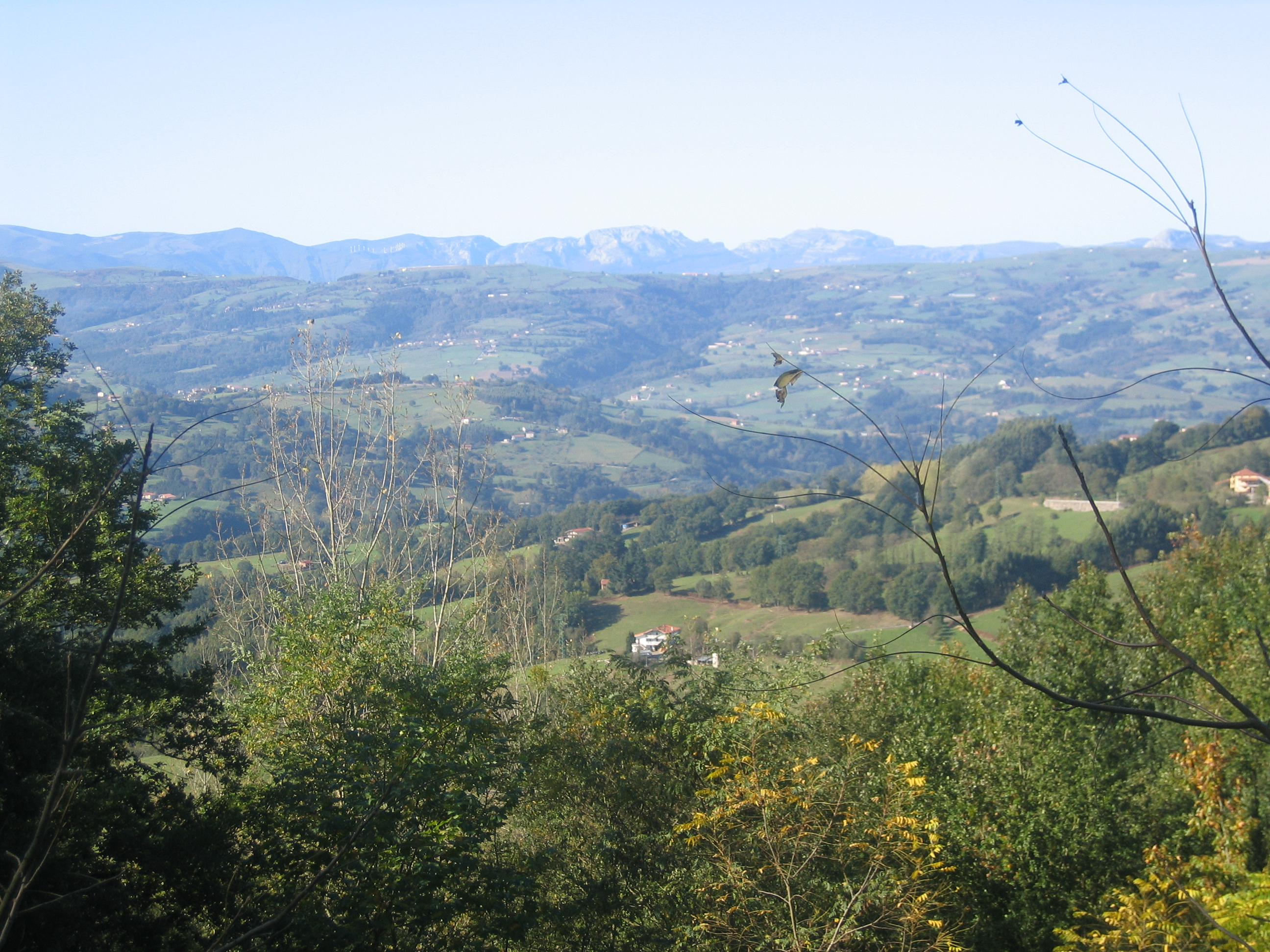
Долина Карранца
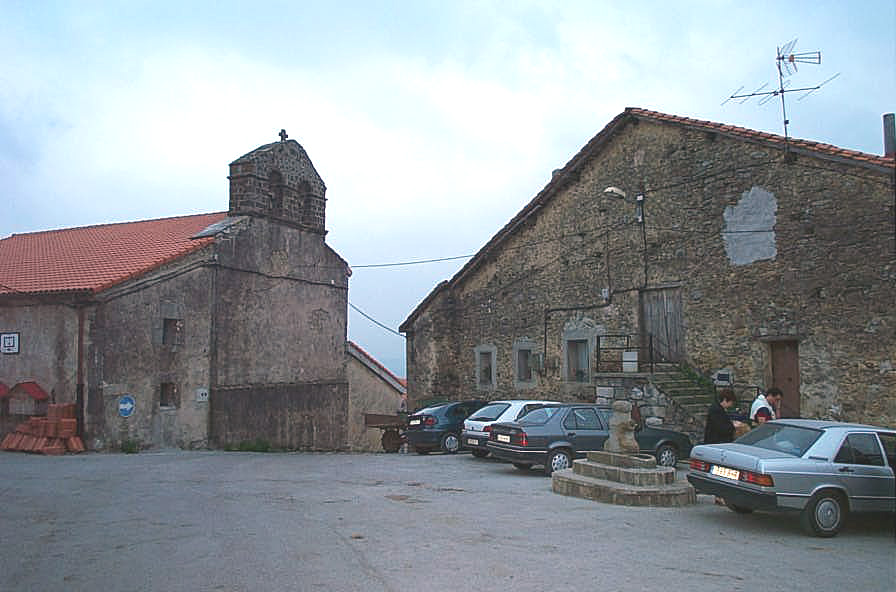
Ранеро